# MBC 일요 아침 드라마
MBC 일요 아침 드라마는 대한민국의 MBC TV에서 매주 일요일 아침 시간대 방송되었던 TV 드라마 작품이다. 일요 드라마와는 다르다.

## 작품 리스트
|  | - 아래의 텔레비전 드라마 중 2002년 11월 이후에 시청 가능 연령을 표시하는 드라마 등급 제도를 의무적으로 시행하고 있습니다. - 2017년 3월 1일부터 TV 프로그램 등급 표시 외에 주제, 폭력성, 선정성, 언어, 모방 위험 등 분류 사유 표시를 의무적으로 시행하고 있습니다. |

### 1980년대
- 《갯마을》 : 1985년 5월 19일 ~ 1986년 4월 27일
- 《아빠 우리아빠》 : 1986년 5월 4일 ~ 1986년 11월 2일
- 《한지붕 세가족》 : 1986년 11월 9일 ~ 1994년 11월 13일

### 1990년대
- 《짝》 : 1994년 11월 20일 ~ 1998년 1월 4일
- 《사랑밖엔 난 몰라》 : 1998년 1월 11일 ~ 2000년 3월 12일

### 2000년대
- 《눈으로 말해요》 : 2000년 3월 19일 ~ 2001년 3월 25일
- 《어쩌면 좋아》 : 2001년 4월 1일 ~ 2002년 1월 28일
- 《사랑을 예약하세요》 : 2002년 2월 3일 ~ 2002년 10월 13일
- 《기쁜 소식》 : 2003년 1월 5일 ~ 2003년 6월 29일
- 《1%의 어떤 것》 : 2003년 7월 6일 ~ 2003년 12월 28일
- 《물꽃마을 사람들》 : 2004년 1월 4일 ~ 2004년 6월 27일
- 《아가씨와 아줌마 사이》 : 2004년 5월 9일 ~ 2004년 10월 10일 - 시트콤
- 《단팥빵》 : 2004년 7월 4일 ~ 2005년 1월 16일

## 같이 보기
- KBS 2TV 일요 아침 드라마
- SBS 일요 아침 드라마